# Río Grande, Michoacán de Ocampo
Río Grande är en ort i Mexiko.   Den ligger i kommunen La Piedad och delstaten Michoacán de Ocampo, i den centrala delen av landet, 300 km väster om huvudstaden Mexico City. Río Grande ligger 1 678 meter över havet och antalet invånare är 1 995.
Terrängen runt Río Grande är platt åt nordost, men åt sydväst är den kuperad. Runt Río Grande är det ganska tätbefolkat, med 104 invånare per kvadratkilometer. Närmaste större samhälle är La Piedad Cavadas, 2,6 km väster om Río Grande. Trakten runt Río Grande består till största delen av jordbruksmark.